# 劉幹
劉　幹（りゅう かん、生没年不詳）は、中国三国時代の蜀漢の政治家。荊州南郷郡の出身。

## 生涯
司塩校尉の王連が良才を持つ者を選抜して属官に任用した時、呂乂・杜祺と共に招聘され、典曹都尉に任命される。
親交のある呂乂らと共に高い評判を得て、官位は巴西太守にまで昇ったが、倹約・質素で法を遵守することでは呂乂に及ばなかったという。